# Liste der Monuments historiques in Hirsingue
Die Liste der Monuments historiques in Hirsingue führt die Monuments historiques in der französischen Gemeinde Hirsingue auf.

## Liste der Objekte
| Bezeichnung                                                          | Beschreibung | Standort                              | Kennzeichnung | Schutzstatus | Datum | Bild |
| -------------------------------------------------------------------- | --- | ------------------------------------- | ------------- | ------------ | ----- | ---- |
| Hauptaltar                                                           | Altartisch, Retabel und Gemälde; Marmor, Holz, farbig gefasst, versilber und vergoldet, Stuck, farbig gefasst, 1774 von Gabriel Ignaz Ritter, sowie Ölfarbe auf Leinwand, 19. Jahrhundert                                | in der Kirche St-Jean-Baptiste (Lage) | PM68000856    | Classé       | 2003  |      |
| Sechs Altarleuchter                                                  | am Hauptaltar; Holz, vergoldet, 1774 von Gabriel Ignaz Ritter | in der Kirche St-Jean-Baptiste (Lage) | PM68000859    | Classé       | 2003  |      |
| Schrein des heiligen Fortunatus                                      | Reliquienschrein mit Baldachin für einen Katakombenheiligen; Schrein: Holz, vergoldet, und Glas, 1774 von Gabriel Ignaz Ritter; Ganzkörperreliquie aus Wachs nachgebildet, Baldachin: Holz, vergoldet, beide von 1844/45 | in der Kirche St-Jean-Baptiste (Lage) | PM68001279    | Inscrit      | 2001  |      |
| Nikolausaltar                                                        | Seitenaltar; Altartisch, Retabel und Gemälde; Holz und Stuck, farbig gefasst und vergoldet, 1774 von Gabriel Ignaz Ritter, sowie Ölfarbe auf Leinwand, 1774 von Joseph Wolfgang Hauwiller                                | in der Kirche St-Jean-Baptiste (Lage) | PM68000857    | Classé       | 2003  |      |
| Kanzel                                                               | Holz, farbig gefasst und vergoldet, 1774 von Gabriel Ignaz Ritter | in der Kirche St-Jean-Baptiste (Lage) | PM68000862    | Classé       | 2003  |      |
| Zwei Kredenzen                                                       | Holz, farbig gefasst und vergoldet, vermutlich vom Ende des 18. Jahrhunderts | in der Kirche St-Jean-Baptiste (Lage) | PM68001397    | Inscrit      | 2001  |      |
| Vier Altarleuchter                                                   | an den Seitenaltären; Holz, vergoldet, 1774 von Gabriel Ignaz Ritter | in der Kirche St-Jean-Baptiste (Lage) | PM68000860    | Classé       | 2003  |      |
| Monstranz                                                            | Silber und Kupfer, vergoldet, und Bergkristall, 1810 von Johann Alois Siffer | in der Kirche St-Jean-Baptiste (Lage) | PM68000863    | Classé       | 2003  |      |
| Gemälde Porträt von Fürstbischof Simon-Nicolas de Montjoie-Hirsingue | Ölfarbe auf Leinwand, drittes Viertel des 18. Jahrhunderts | in der Kirche St-Jean-Baptiste (Lage) | PM68001396    | Inscrit      | 2001  |      |
| Rosenkranzaltar                                                      | Seitenaltar; Altartisch, Retabel und Gemälde; Holz und Stuck, farbig gefasst und vergoldet, 1774 von Gabriel Ignaz Ritter, sowie Ölfarbe auf Leinwand, 1907 von Georg Kau (nach Sassoferrato)                            | in der Kirche St-Jean-Baptiste (Lage) | PM68000858    | Classé       | 2003  |      |
| Zwei Altarkreuze                                                     | auf den Seitenaltären; Holz, vergoldet, 1774 von Gabriel Ignaz Ritter | in der Kirche St-Jean-Baptiste (Lage) | PM68000861    | Classé       | 2003  |      |